# 梁治平
梁治平（1959年—）是中国著名法律文化、法律史学者。

## 生平
梁治平1982年毕业于西南政法学院法律系，获得法学学士学位，1985年毕业于中国人民大学法律系，获得硕士学位，毕业后留本校任教。1993年离开中国人民大学，担任中国艺术研究院中国文化研究所研究员。

## 著作
梁治平写了一些在中国法律界有影响力的作品，其中包括《新波斯人信札》（合著，主笔，1987年）、《寻求自然秩序中的和谐：中国传统法律文化研究》（1991年）、《清代习惯法：社会与国家》（1996年）。